# PerfectDisk
PerfectDisk（パーフェクトディスク）はアメリカ合衆国のRaxco Softwareが開発していたWindows用デフラグメンテーションソフトである。

## 概要
Microsoft Windows標準搭載のデフラグでは不可能なシステムファイルや空き領域の最適化を行える強力なデフラグメンテーションソフトであり、Windows 2000やXPで標準デフラグ機能の完全版であったDiskeeperと人気を2分するソフトウェアであった。
WindowsはOS標準機能として簡易なデフラグメンテーションソフトを搭載しているが、動作に制限があるなど十分な機能とは言えない。そのためハイエンドユーザを中心に、より高機能なデフラグメンテーションソフトへのニーズがあり、それに応えるソフトウェアである。
PerfectDiskの開発元はアメリカ合衆国のRaxco Softwareであるが、日本では2002年よりネットジャパンがローカライズし販売していた。また、バージョン8よりネットジャパンのパーソナル向けブランドPowerXシリーズとして販売していたが、バージョン13を最後に2018年6月30日をもってPerfectDisk日本語版の販売を終了、12月31日にサポートを終了した。英語版はRaxco Softwareによって開発・販売が継続されていたが、2024年に同社の営業活動終了とともに販売・サポートが終了した。

## バージョン
Raxcoは1980年代よりVMS用のユーティリティソフトウェアを開発しており、PerfectDiskも元々はVMS用としてリリースされたデフラグメンテーションソフトであった。1996年、ユーティリティソフト事業は縮小に向かうとみてRaxcoはこれをRaxco Softwareとして分離し、本体は社名をAxent Technologiesに変更してセキュリティ事業に専念した。 
1997年、Raxco SoftwareはWindows NT 4.0に対応したPerfectDisk NTを発売した。1999年にはWindows 2000およびWindows 9x系に対応したPerfectDisk 2000を発売。競合ソフトのDiskeeperに備わっていないディスク最適化機能として、同社が特許を保有する「SMART Placement」技術を搭載した。 
2002年に発売されたPerfectDisk 2000 バージョン5.0よりWindows NT 4.0と9x系はサポート対象外になった。日本では同年11月にネットジャパンがPerfectDisk 5.0日本語版を発売した。 
PerfectDisk 8 Proにて正式にWindows Vistaへの対応を果たした。2008年4月に発表されたPerfectDisk 2008では仮想環境であるVMware Workstation、VMware ServerのゲストOSにも対応。PerfectDisk 11からはソリッドステートドライブ (SSD) の最適化に対応した。
バージョン10での対応OSはWindows Vista（32ビットおよび64ビット版の各エディション）、XP Home Edition/Professional（SP2以降）/Professional x64 Edition、2000 Professional（SP4以降）。また、アップデートによりWindows 7にも対応した。バージョン11での対応OSは、Windows 7 / Vista（32/64bit版の各エディション）Windows XP Home Edition/Professional（SP3以降）/ Professional x64 Edition（SP2以降）。このバージョンからWindows 2000は非対応になった。 
バージョン14で対応するファイルシステムは ReFS / FAT16 / FAT32 / NTFS / exFAT / Flash / USB / SSD Drives,and SAN/RAID/Mirrored Disks/Letter-less Drivesであり、バージョン14の（Raxco Softwareで発売している英語版の）プロダクト・レパートリーと各OSへの対応状況は、以下の通り。
- PerfectDisk Pro…Windows 10/8/8.1/7/Vista/XP,For Personal Users(3 PCまでのライセンスとTotal Home Licenseとで値段が若干異なる)
- PerfectDisk Professional Business…Windows 10/8/8.1/7/Vista/XP,For Business Users
- PerfectDisk Home Server…Windows Home Server 2011 (WHS V2) and Server 2012 Essentials.
- PerfectDisk Server…Physical Windows Server 2012/2012 R2/2008
- PerfectDisk for vSphere…Windows guests running in a vSphere virtual environment
- PerfectDisk Hyper-V…Windows guests running in a Hyper-V virtual environment

## 機能
SMART Placement最適化
PerfectDisk独自の最適化方法。通常の断片化解消のほか、空き領域の結合、ファイルの書き換え頻度に応じて配置の変更を行い、以降の運用におけるファイルの断片化の発生を抑える。これによりドライブ上の断片化をほぼ完全に解消する。
空き領域統合最適化
通常の断片化解消と空き領域の結合は行うが、ファイルの配置の変更を省くことで最適化が短時間で終わるようにしたもの。
最適化のみ
通常の断片化解消のみを行い、更に最適化が短時間で終わるようにしたもの。
単一ファイルの最適化
指定したファイルのみを最適化する。特定のファイルをすぐに最適化したいときに使用する。
オフライン最適化
ボリュームをアンマウントしてその場で、もしくはWindows起動時に最適化を行う。システムファイルの最適化に使用する。
AutoPilot
スケジュールにしたがってデフラグの実行